# Galeria Tretiakov
La Galeria Estatal Tretiakov  (en rus: Госуда́рственная Третьяко́вская галере́я, Gosudàrstvennaia Tretiakóvskaia galereia) és una galeria d'art ubicada a Moscou, Rússia, considerada el principal dipositari d'obres d'art russes en el món.

## Història
Va ser fundada el 1856 pel comerciant moscovita Pàvel Mikhàilovitx Tretiakov (1832-1898), qui va adquirir diverses obres d'artistes russos contemporanis, amb l'objectiu de crear una col·lecció artística, que va esdevenir finalment aquest museu d'art nacional. El 1892, Tretiakov presentar el seu ja famós repertori a la nació russa.
El maig de 2012 va ser la seu del Campionat del món d'escacs de 2012, disputat entre Viswanathan Anand i Borís Guélfand.

## Arquitectura del museu
La façana de l'edifici que alberga la galeria, va ser dissenyada pel pintor Víktor Vasnetsov, a l'estil típic d'un conte de fades rus. Va ser construït entre 1902 i 1904 al sud del Kremlin de Moscou. Durant el segle xx, la galeria es va estendre cap a diversos immobles adjacents, incloent l'Església de Sant Nicolau a Khamóvniki. Una edificació nova, localitzada al Krimski Val, és usada per a la promoció d'art rus modern.

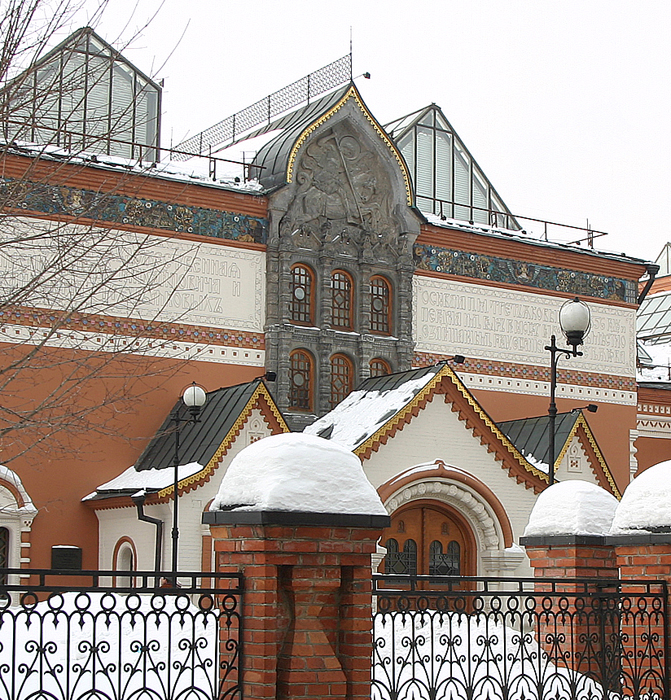
La galeria Tretiakov nevada

## La col·lecció
La col·lecció està formada per més de 130.000 obres d'art, del nivell de la Mare de Déu de Vladímir i la Trinitat d'Andrei Rublev, fins a la monumental Composició VII  de Vassili Kandinski i el Quadrat Negre de Kazimir Malévitx. El 1977, la galeria contenia una significativa part de la col·lecció de George Costakis. A més, hi figuren d'altres obres igualment importants dels artistes Ivan Aivazovski, Ivan Argunov, Andrei Kolkutin, Valentín Serov, Vassili Polénov, Aleksandr A. Ivanov, Dmitri Levitski, Ilià Repin, Mikhaïl Nésterov, Ivan Xixkin i Marc Chagall.

## Icona de la Mare de Déu de Vladímir
La icona de la Mare de Déu de Vladímir és una antiquíssima obra mestra de la pintura romana d'Orient del segle xi. En primera instància, al portar-la de l'Imperi Romà d'Orient, es va guardar a Kíev. D'allà el príncep Andrei Bogoliubski el 1155 la va portar a Vladímir a la catedral de l'Assumpció, després, el 1395, sota el govern del príncep Basili I de Moscou, fill de Demetri I de Moscou, va ser enviada a Moscou i dipositada a la catedral de la Dormició (Moscou). Des de 1930 es conserva en aquesta galeria.